# 비비안 (음악 그룹)
비비안(BBAN)은 대한민국의 여성 가수이다. 데뷔곡 사랑을 믿지 말자로 데뷔하였다.소속사는 빅토리제이 엔터테인먼트이다.

## 앨범
싱글
| 앨범 번호 | 앨범 정보                                                               | 트랙 리스트 |
| --------- | ----------------------------------------------------------------------- | --- |
| 1         | 《Separation》 - 발매일: 2011년 2월 11일                                | 1. 사랑을 믿지 말자 (Feat. 제이스) 2. 너였으면 3. 사랑을 믿지 말자 (Inst.) 4. 너였으면 (Inst.)                          |
| 2         | 《숨이 다 할 때까지》 - 발매일 : 2011년 9월 2일                         | 1. 숨이 다 할 때까지 2. 숨이 다 할 때까지 (MR)                                                                          |
| 3         | 《시간이 흘러가도》 - 발매일 : 2011년 10월 21일                         | 1. 시간이 흘러가도 2. 시간이 흘러가도 (Inst.)                                                                           |
| 4         | 《바라만 보아도 좋아요》 - 발매일 : 2011년 11월 18일                    | 1. 바라만 보아도 좋아요 2. 바라만 보아도 좋아요 (Inst.)                                                                 |
| 5         | 《바라만 보아도 좋아요 2》 - 발매일 : 2011년 12월 20일                  | 1. 바라만 보아도 좋아요 2 2. 바라만 보아도 좋아요 (Inst.)                                                               |
| 6         | 《너에게 바라는건 오직 하나야》 - 발매일 : 2012년 1월 24일              | 1. 너에게 바라는건 오직 하나야 2. 바라만 보아도 좋아요 3. 바라만 보아도 좋아요 2 4. 너에게 바라는건 오직 하나야 (Inst.) |
| 7         | 《평생 한번도 오지 못할 사랑을 하고 있어요》 - 발매일 : 2012년 2월 24일 | 1. 평생 한번도 오지 못할 사랑을 하고 있어요 2. 평생 한번도 오지 못할 사랑을 하고 있어요 (Inst.)                         |
| 8         | 《다시 태어났어요》 - 발매일 : 2012년 3월 30일                          | 1. 다시 태어났어요 2. 다시 태어났어요 (Inst.)                                                                           |
| 9         | 《반쪽이 되어줘요》 - 발매일 : 2012년 5월 18일                          | 1. 반쪽이 되어줘요 2. 반쪽이 되어줘요 (Inst.)                                                                           |
| 10        | 《여자가 사랑 할 때》 - 발매일 : 2012년 7월 24일                        | 1. 여자가 사랑 할 때 2. 반쪽이 되어줘요 3. 여자가 사랑 할 때 (Inst.) 4. 반쪽이 되어줘요 (Inst.)                         |
| 11        | 《눈물나게 소중한 사람이 있죠》 - 발매일 : 2012년 8월 28일              | 1. 눈물나게 소중한 사람이 있죠 2. 눈물나게 소중한 사람이 있죠 (Inst.)                                                   |